# Ashrita Furman
Ashrita Furman (sinh ngày 16 tháng 9 năm 1954 tại Brooklyn, New York, Hoa Kỳ) là người đàn ông hiện giữ nhiều kỷ lục Guinness nhất thế giới . Ông đã từng đoạt hơn 500 kỷ lục và hiện đang nắm trên 110 kỷ lục trên nhiều lĩnh vực.

## Tiểu sử
Ashrita Furman (sinh Keith Furman)  được sinh ra ở Brooklyn, New York năm 1954, cùng năm Sách kỷ lục Guinness đã được hình thành và năm Roger Bannister đã phá vỡ những dặm 4 phút. Furman đã thích thú với sách kỷ lục Guinness lúc còn là một đứa trẻ nhưng không bao giờ nghĩ rằng ông đã bao giờ có thể phá vỡ một kỷ lục. Ông lớn lên trong khu phố Kew Gardens Hills ở Queens, và theo học trường trung học Jamaica..